# Max Georgii

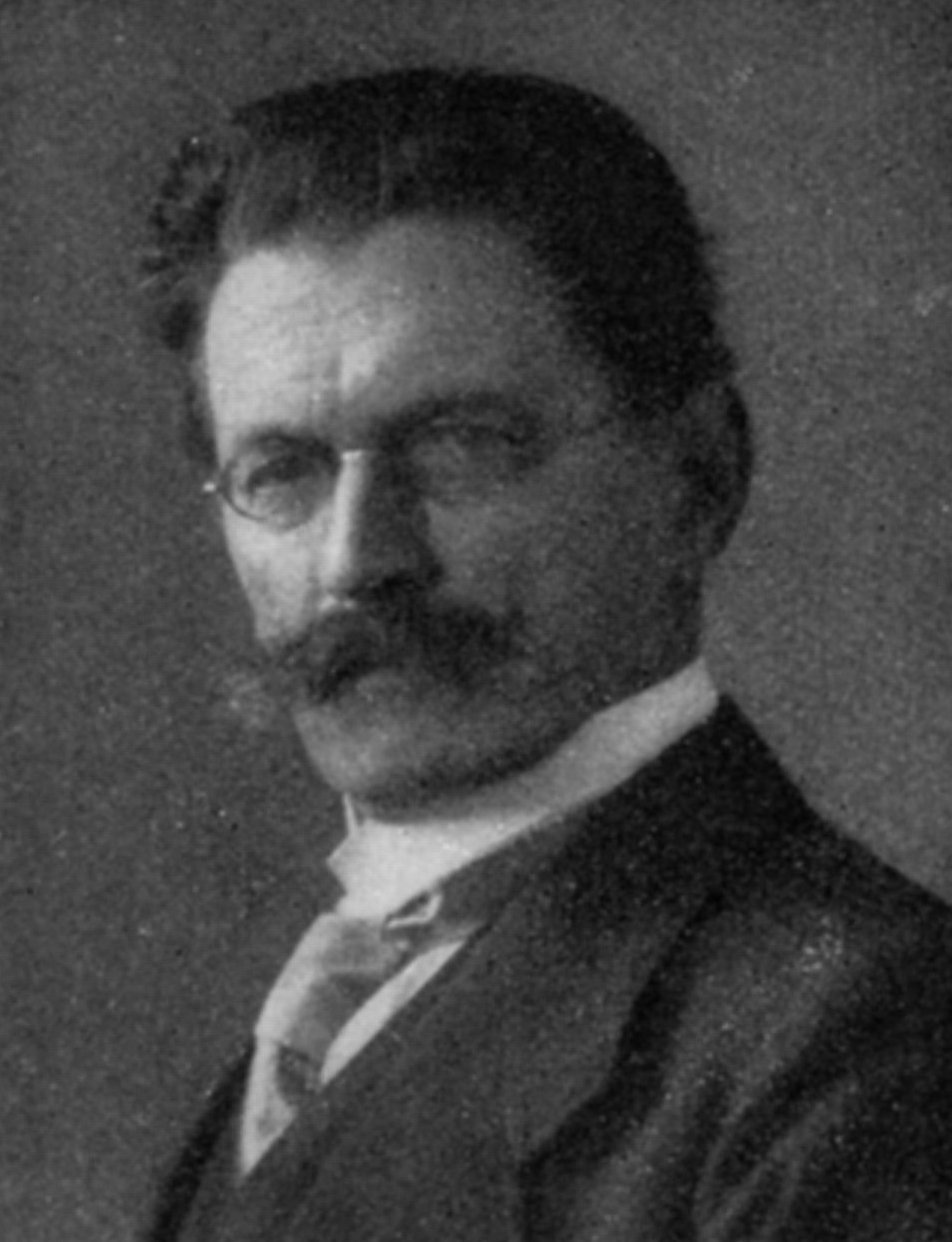
Max Georgii, um 1913

Max Georgii (Porträtzeichnung von Emil Stumpp, 1926)

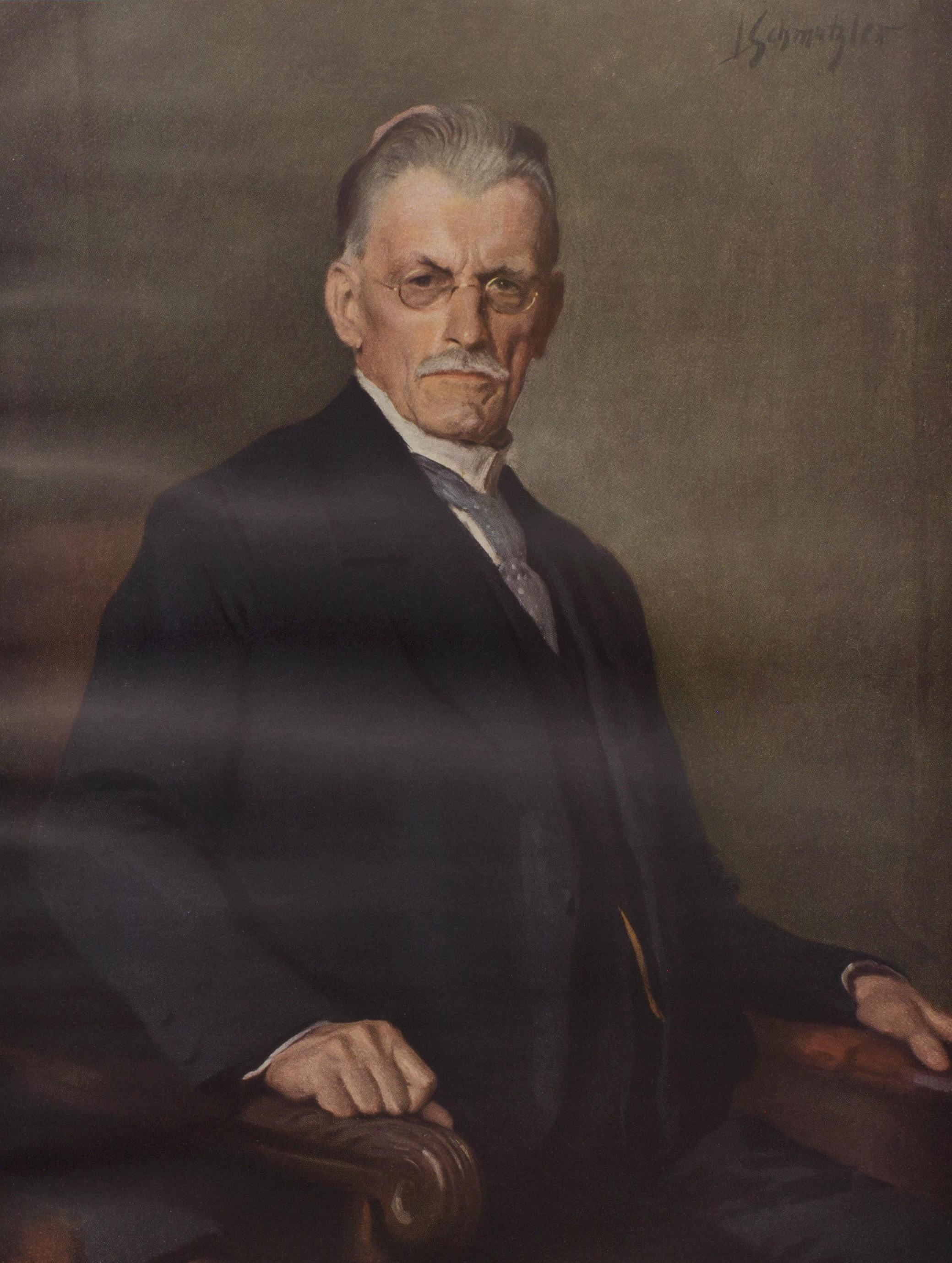
Max Georgii, Gemälde von Leopold Schmutzler.

Max Georgii (* 11. Mai 1855 in Eßlingen am Neckar; † 1. August 1934 in Stuttgart) war ein deutscher Versicherungsjurist und Manager. 

## Werdegang
Georgii, Sohn von Theodor Georgii, besuchte das Esslinger Gymnasium (das heutige nach seinem Vater benannte Georgii-Gymnasium) und studierte anschließend nach einem angebrochenen Theologiestudium Rechtswissenschaft an der Eberhard Karls Universität Tübingen. Er war seit 1873 Mitglied der Studentenverbindung Tübinger Königsgesellschaft Roigel (1933–1935 Tübinger Burschenschaft Roigel).
Zunächst war Georgii als Rechtsanwalt in Stuttgart tätig. Nachdem er dabei ab 1898 den Allgemeinen Deutschen Versicherungsverein beraten hatte, wurde er dort 1901 in den Vorstand berufen. Nach dem Tod des Unternehmensgründers Carl Gottlob Molt übernahm er 1910 als Generaldirektor den Vorstandsvorsitz des Unternehmens, das sich nicht zuletzt auch wegen der von Georgii beeinflussten rechtlichen Ausgestaltungen als Marktführer im Bereich der Haftpflichtversicherung etabliert hatte. Nachdem die Versicherung nach dem Ersten Weltkrieg aufgrund der Hyperinflation in Schwierigkeiten geraten war, kam es unter seiner Leitung zu zwei Umstrukturierungen. Zunächst gliederte sich das Unternehmen in drei Versicherungsvereine, 1923 dann in zwei Aktiengesellschaften unter dem Namen Stuttgarter Verein getrennt nach den Sparten Schaden- und Unfallversicherung einerseits und Lebensversicherung andererseits. Zudem führte er mit Genehmigung des Reichsaufsichtsamts für Privatversicherung Teuerungszuschläge ein.
1927 führte er den Stuttgarter Verein in die Fusion mit der Allianz Versicherung, dabei musste das seinerzeit in Berlin sitzende Unternehmen in den Verhandlungen etliche Zugeständnisse machen. So firmierte das gemeinsame Unternehmen, bei dem alle Vorstände und Aufsichtsräte des Stuttgarter Vereins entsprechend übernommen wurden, fortan als Allianz und Stuttgarter Verein und Stuttgart wurde neben dem Hauptsitz Berlin einer der zentralen Standorte – das Unfall- und Haftpflichtgeschäft des Konzerns sowie die Lebensversicherung wurde hier fortan organisiert. Dabei wechselte Georgii auf den Aufsichtsratsvorsitz des neuen Konzerns, der Vorsitzende des Aufsichtsrats des Lebensversicherungsbereichs des Stuttgarter Vereins Heinrich von Kraut übernahm den Aufsichtsratsposten der aus der Fusion der diversen Lebensversicherungstöchter entstandenen Allianz- und Stuttgarter-Leben.
Georgii hat sich insbesondere Verdienste um die Fortentwicklung der Haftpflichtversicherung sowie der Luftfahrtversicherung erworben. Sein Sohn Walter Georgii war ein Pianist und Hochschullehrer u. a. an der Hochschule für Musik in Köln und der Münchener Musikhochschule.